# Пруси
Прусите са западнобалтийски исторически народ, дал названието на историческа Прусия. Малкият древен народ губи самобитния си стар език при завладяването си от Свещената Римска империя през 1700 г., а другите диалекти в страната били забравени още през 1400 – 1600 г. Самите пруси никога не се наричали пруси, а самби, по името на полуостров Самбия, където живеели. Страната си наричали Улмигания, понеже я считали за остров, тъй като била оградена от запад от Балтика, а от изток от реките Преголя и Дейма.
Прусите живеели по южното крайбрежие на Балтийско море, между реките Висла и Неман. Преди Великото преселение на народите, прусите владеят територии от историческа Източна Прусия и съвременна Полша. След появата на готите, стигат до долното течение на Висла. През 13 век са покорени от Тевтонския орден и постепенно асимилирани, ставайки част от немското езиково и културно пространство. Територията, населявана от тях, е наречена Прусия.
Физическа Карта Архив на оригинала от 2012-02-15 в Wayback Machine.